# Maria Guadalupe Garcia Zavala
Anastasia García Zavala , de nom religiós María Guadalupe (Guadalajara, 27 d'abril de 1878 – Zapopan, 24 de juny de 1963) va ser una religiosa mexicana, fundadora de la congregació de les Serventes de Santa Margarida Maria i dels Pobres. Va ser proclamada beata pel Papa Joan Pau II el 25 d'abril de 2004 i canonitzada pel Papa Francesc el 12 de maig de 2013.

## Biografia
Filla d'un comerciant, poc abans del seu matrimoni trencà el compromís i fundà una congregació religiosa dirigida a l'assistència hospitalària als malalts.
Continuà amb la seva obra durant tots els anys de la persecució llançada per Plutarco Elías Calles contra els cristians: en aquell període es va ocultar al seu hospital, conjuntament amb el futur arquebisbe de Guadalajara, José Francisco Orozco y Jiménez.
Va morir el 1963, a l'edat de 85 anys.
L'1 de juliol de 2000 el Papa Joan Pau II proclamà l'heroïcitat de les seves virtuts, reconeixent-li el títol de venerable. Va ser beatificada a la Plaça de Sant Pere el 25 d'abril de 2004. Va ser canonitzada el 12 de maig de 2013 pel Papa Francesc.